# Саях

Саях — река в России, протекает в Володарском районе Нижегородской области. Устье реки находится в 26 км по правому берегу реки Сейма. Длина реки составляет 17 км, площадь водосборного бассейна 102 км².
Исток реки в болоте Саях в 25 км к северо-западу от Володарска. Течёт на юго-восток по ненаселённой заболоченной местности. Пере впадением реки в Сейму её ширина составляет 12 метров.

## Данные водного реестра
По данным государственного водного реестра России относится к Окскому бассейновому округу, водохозяйственный участок реки — Ока от города Горбатов до водомерного поста Новинки (устье), речной подбассейн реки — бассейны притоков Оки от Мокши до впадения в Волгу. Речной бассейн реки — Ока.
По данным геоинформационной системы водохозяйственного районирования территории РФ, подготовленной Федеральным агентством водных ресурсов:
- Код водного объекта в государственном водном реестре — 09010301312110000034025
- Код по гидрологической изученности (ГИ) — 110003402
- Код бассейна — 09.01.03.013
- Номер тома по ГИ — 10
- Выпуск по ГИ — 0